# Seznam prvních dam Rakouské republiky
První dáma Rakouské republiky (německy Ehepartner des österreichischen Bundespräsidenten) je titul, jehož držitelem je zpravidla manželka (nebo místo manželky pověřená osoba, např. dcera) rakouského prezidenta. Současnou první dámou je Doris Schmidauerová, manželka prezidenta Alexandera Van der Bellena, která tuto funkci zastává od 26. ledna 2017.

## První dámy první Rakouské republiky (1919–1934)
| První dáma           | Nástup do pozice  | Opuštění pozice   | Délka působení v pozici | Rakouský prezident | Poznámky |
| -------------------- | ----------------- | ----------------- | ----------------------- | ------------------ | -------- |
| Emilie Hainischová   | 9. prosince 1920  | 10. prosince 1928 | 8 let a 1 den           | Michael Hainisch   |          |
| Leopoldine Miklasová | 10. prosince 1928 | 13. března 1938   | 9 let a 93 dní          | Wilhelm Miklas     |          |

## První dámy druhé Rakouské republiky (1945–současnost)
| První dáma                   | Nástup do pozice           | Opuštění pozice   | Délka působení v pozici | Rakouský prezident       | Poznámky |
| ---------------------------- | -------------------------- | ----------------- | ----------------------- | ------------------------ | --- |
| Luise Rennerová              | 20. prosince 1945          | 31. prosince 1950 | 5 let a 11 dní          | Karl Renner              | |
| Pozice neobsazena            | 21. června 1951            | 4. ledna 1957     | 5 let a 197 dní         | Theodor Körner           | Körner byl svobodný. |
| Martha Kyrleová              | 22. května 1957            | 28. února 1965    | 7 let a 282 dní         | Adolf Schärf             | Schärfova manželka Hilda Schärfová zemřela v roce 1956, ještě předtím, než se stal prezidentem. Jejich dcera Martha Kyrleová zastávala během jeho působení v úřadu funkci první dámy. Prezident Schärf zemřel v úřadu. |
| Margarete Jonasová           | 9. června 1965             | 24. dubna 1974    | 8 let a 319 dní         | Franz Jonas              | |
| Herma Kirchschlägerová       | 8. července 1974           | 8. července 1986  | 12 let a 0 dní          | Rudolf Kirchschläger     | |
| Elisabeth Waldheimová        | 8. července 1986           | 8. července 1992  | 6 let a 0 dní           | Kurt Waldheim            | |
| Edith Klestilová             | 8. července 1992           | 1994              |                         | Thomas Klestil           | Edith Klestilová opustila Thomase Klestila v lednu 1994 po odhalení jeho poměru s asistentkou Margot Löfflerovou. Edith Klestilová byla v březnu 1994 zvolena „Ženou roku“ Rakouska. Manželé Klestilovi se rozvedli 17. září 1998 po čtyřiceti letech manželství a čtyřleté odluce. |
| Margot Klestilová-Löfflerová | 23. prosince 1998 (sňatek) | 6. července 2004  | 5 let a 196 dní         | Thomas Klestil           | Prezident Klestil a Margot Löfflerová se v lednu 1994 po odhalení jejich poměru nejprve dohodli, že se rozejdou, ale později se opět spojili. Vzali se 23. prosince 1998, jen několik měsíců po Klestilově rozvodu s Edith Klestilovou. Prezident Klestil zemřel ve funkci 6. července 2004, diplomatka Klestilová-Löfflerová působila jako velvyslankyně v České republice (2004–2009) a v Rusku (2009–2014). |
| Margit Fischerová            | 8. července 2004           | 8. července 2016  | 12 let a 0 dní          | Heinz Fischer            | |
| Doris Schmidauerová          | 26. ledna 2017             | úřadující         | 8 let a 34 dní          | Alexander Van der Bellen | Schmidauerová a Van der Bellen se vzali v prosinci 2015. Schmidauerová, která od ledna 2017 působí jako vedoucí personálního oddělení a vedení poslaneckého klubu Strany zelených, vyjádřila přání pokračovat v práci pro Stranu zelených i v době, kdy bude působit jako první dáma Rakouska. |